# Cyclosocerus platycerus
Cyclosocerus platycerus är en tvåvingeart som först beskrevs av Villeneuve 1913.  Cyclosocerus platycerus ingår i släktet Cyclosocerus och familjen rovflugor. Inga underarter finns listade i Catalogue of Life.